# Mansilla de las Mulas
Mansilla de las Mulas è un comune spagnolo di 1 975 abitanti situato nella comunità autonoma di Castiglia e León.